# 柳澤管楽器
柳澤管楽器株式会社（やなぎさわかんがっき、英: Yanagisawa Wind Instruments Co., Ltd.）は、日本のサクソフォーンメーカー。初代・柳澤徳太郎により、1893年（明治29年）創業。軍が輸入した軍楽隊の楽器の修理をしたことがはじまりとされている。戦争とともに楽器工場に変わり、昭和26年（1951年）に柳澤孝信が楽器作りを志し、サクソフォーンを試作した。ヘンリー・セルマー・パリ、ヤマハと並ぶサクソフォンの世界3大メーカーの1つとして数えられている。
柳澤徳太郎と柳沢さうびは別人。

## 沿革
本項の基本的な出典は柳澤管楽器のサイトと株式会社プリマ楽器のサイトの沿革による。
1954年（昭和29年）ヤナギサワ初のテナー・サクソフォーン、モデルT-3製作。
当初はフルートとサクソフォーンの製造を手掛けていたが、後にサクソフォーンの専門メーカーとして1956年（昭和31年）アルト・サクソフォーン第1号（A-3）、1965年（昭和40年）A-5（アルト）、1966年（昭和41年）にT-5（テナー）を発表。
同年、LowAキー付きバリトン・サクソフォーン（B-6）、翌々年にはソプラノ・サクソフォーン（S-6）、ソプラニーノ・サクソフォーン（SN-600）をそれぞれ完成発表。
これにより、ソプラニーノからバリトンをラインナップする日本有数の管楽器メーカーとなる。
1979年（昭和54年）には日本初のカーブドソプラノ・サクソフォーン、1985年（昭和60年）には世界初のデタッチャブルネックのソプラノ・サクソフォーンを発表するなど、一歩先行く技術力の高さを世界に示した。
その後は素材にもこだわり、1992年（平成2年）には管体（ネック、胴部）に銀を使用した9930シリーズ、1998年（平成10年）には管体に銅の配合比を高くしたを使用した992シリーズ、1999年（平成11年）には管体総銀製の9937シリーズを発表。
表面処理にも工夫を凝らし、ピンクゴールドプレートなどもラインナップする。2014年（平成26年）にアルト・サクソフォーンWOシリーズを、2015年（平成27年）にはテナー・サクソフォーンWOシリーズを発売。その後もソプラノ・サクソフォーン、バリトン・サクソフォーン、カーブドソプラノ・サクソフォーンのWOシリーズを発売予定。
その他、サクソフォーンの付属品としてエボナイト及びメタル製のマウスピースやリガチャー（魔法のリガちゃん）、自社製品用とセルマー製品用にサムレスト及びサムフック（サムの魔法使い）も手掛けている。
メタル製マウスピースとサムの魔法使いは管体と同様にゴールドやピンクゴールドのメッキ製品をラインナップしている。

## 販売網
日本国内では「プリマ・ヤナギサワ」ブランドを用いた総合卸商社プリマ楽器の販売が多いが、ゼンオンも取り扱いをしている。海外での評価が高く、北米やEU諸国など世界各国への輸出が生産本数の大半を占め、生産品や海外の需要にあわせた日本国内には無い仕様のモデルも存在する。アメリカ合衆国及びカナダでの販売はコーン・セルマーが行う。